# Aymberedactylus
Aymberedactylus (nombre que significa "dedo de pequeño lagarto de Ceará") es un género extinto de pterosaurio tapejárido vivió durante Cretácico Inferior, hace aproximadamente 108 millones de años cuyos restos se encontraron en la Formación Crato  en Brasil en lo que hoy es Sudamérica. Solo se ha descrito a una especie, A. cearensis.

## Descubrimiento
El espécimen holotipo de Aymberedactylus, MN 7596-V, consiste en una mandíbula casi completa preservada en tres dimensiones. Fue descubierto en sedimentos de la Formación Crato que datan de las épocas del Aptiense al Albiense, los cuales constituyen un konservat-lagerstätte bien conocido por su exquisita preservación de los fósiles, y fue descrito científicamente en 2016.
El nombre Aymberedactylus se deriva de la palabra tupí aymbere ("lagarto pequeño") y el término griego daktylus ("dedo"), común en los nombres de pterosaurios, mientras que el nombre de la especie se refiere al estado brasileño de Ceará, en el cual fue descubierto.

## Descripción

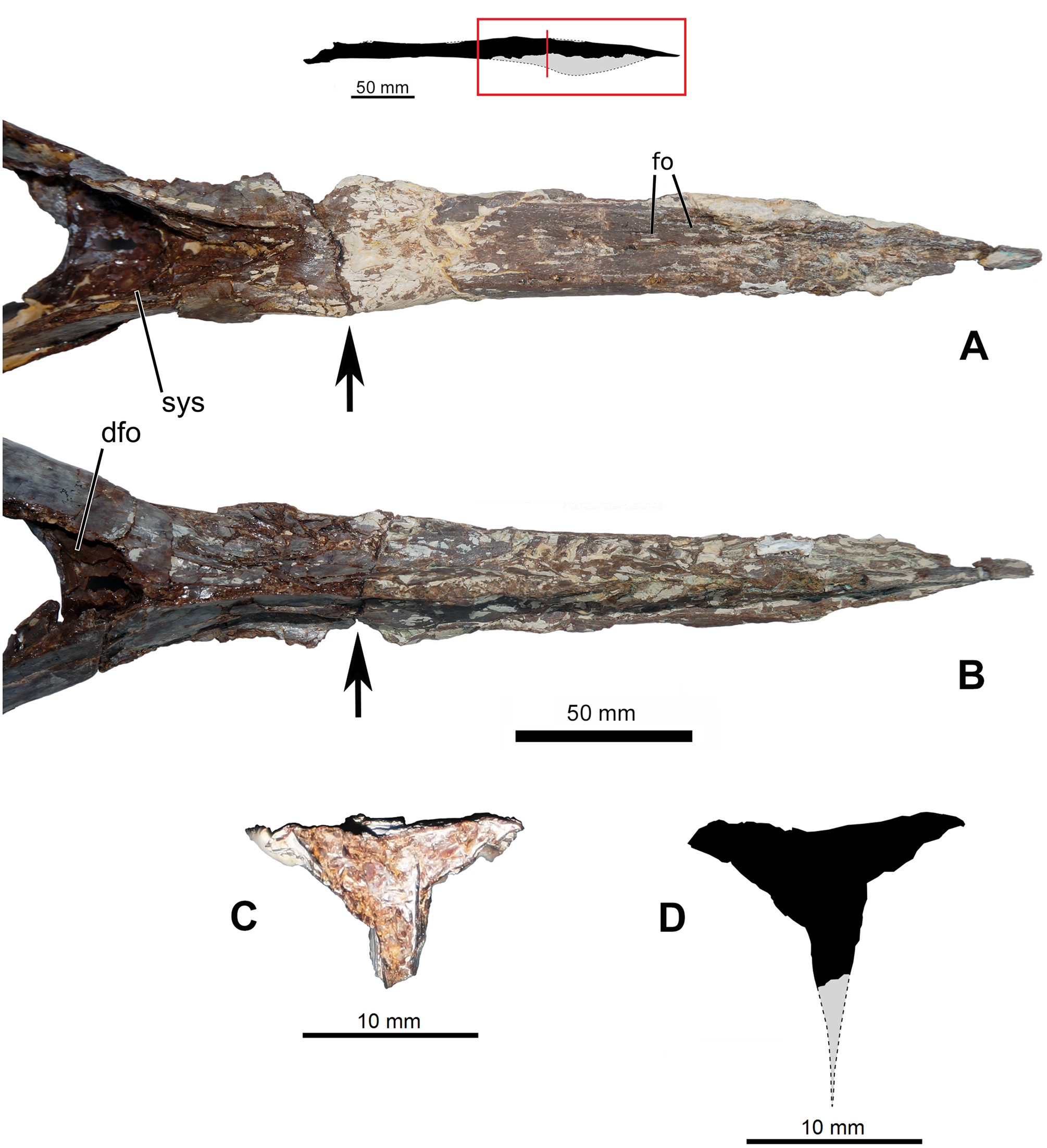
Sínfisis mandibular.

La mandíbula holotipo de Aymberedactylus puede ser identificada como procedente de un tapejárido tapejarino por su carencia de dientes, tener una sínfisis mandibular levemente inclinada hacia abajo y que constituye la mitad de la longitud total de la mandíbula, y una pequeña cresta en la parte inferior del dentario (el cual está preservado de manera incompleta). Pequeños forámenes neurovasculares en la sínfisis indican la probable presencia de una cubierta córnea sobre la punta de la mandíbula, la cual es también vista en Tupandactylus. La sección preservada mide 270 milímetros de longitud.
Puede ser distinguido de otros pterosaurios por un largo proceso retroarticular (un proceso al cual se sujeta el músculo depressor mandibulae, lo que implica que Aymberedactylus tenía un buen control sobre el movimiento de sus huesos mandibulares) y una pequeña fosa o depresión, con una textura ósea áspera en el hueso esplenial. Adicionalmente, Aymberedactylus muestra una combinación única de características: la plataforma en la sínfisis de la mandíbula es profunda, la cresta dorsal de la sínfisis es cóncava, la mandíbula es  relativamente ancha, la fosa del dentario es corta y poco profunda (lo cual indica una mordida relativamente débil), y los ramos de la mandíbula forman un ángulo muy pronunciando con la sínfisis. Estas características forman una combinación única de rasgos basales y derivados dentro de los Tapejaridae.
El espécimen preservado de Aymberedactylus pudo haber tenido una envergadura de aproximadamente 2 metros, típica para los tapejáridos. Al juzgar por el hecho de que los huesos aún no estaban fusionados por completo, probablemente se trataba de un subadulto.

## Filogenia

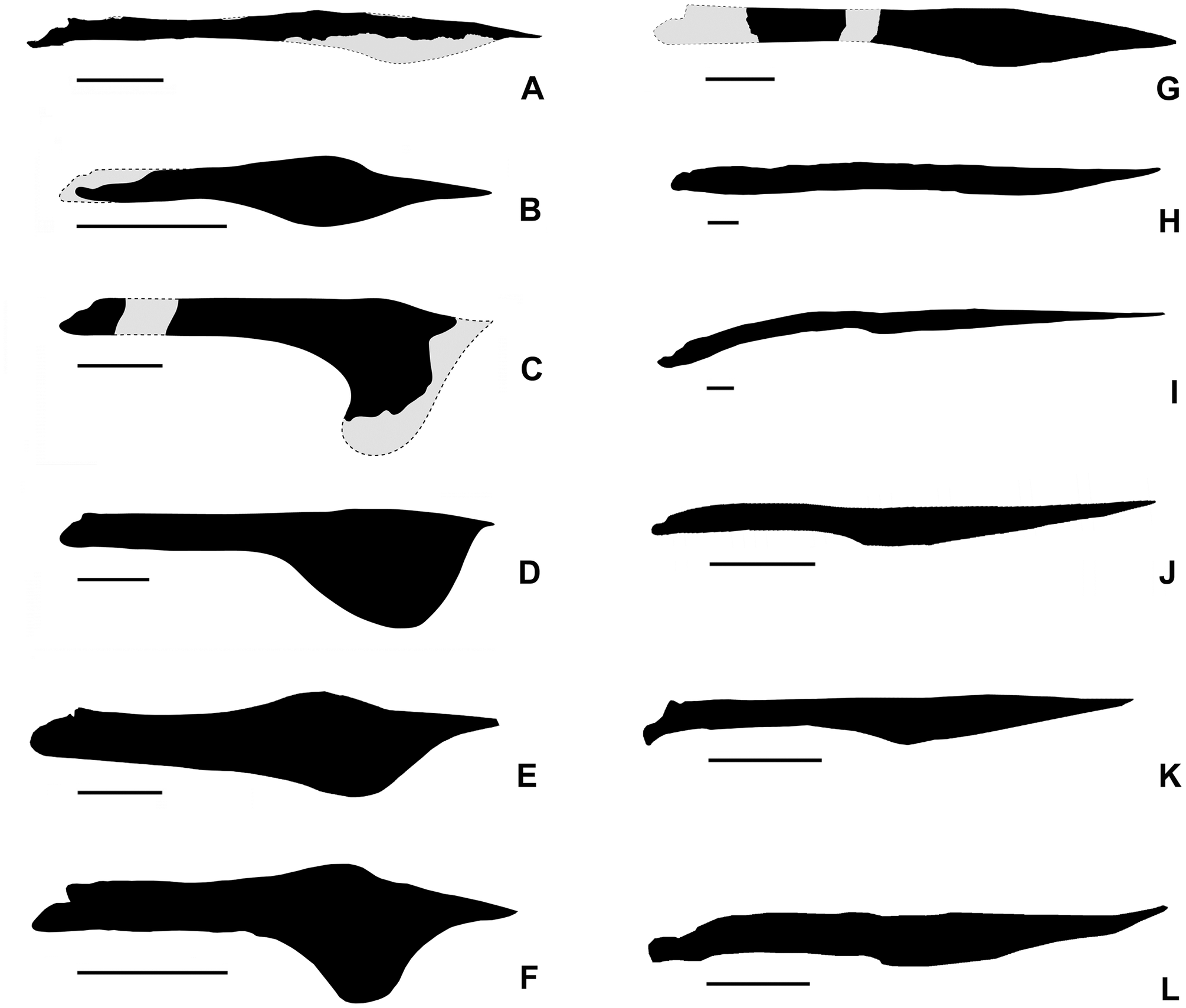
Comparación de mandíbulas de varios azdarcoideos; A) corresponde a Aymberedactylus.

Un análisis filogenético llevado a cabo en 2016 encontró que Aymberedactylus es el tapejarino más basal.
|  | Europejara olcadesorum  |
|  |                         |
|  | Tupandactylus imperator |
|  |                         |
|  | Tapejara wellnhoferi    |
|  |                         |
|  | Caiuajara dobruskii     |
|  |                         |

|  | Sinopterus dongi          |
|  |                           |
|  | Eopteranodon lii          |
|  |                           |
|  | "Huaxiapterus" benxiensis |
|  |                           |
|  | "Huaxiapterus" corollatus |
|  |                           |

|  | Europejara olcadesorum  |
|  |                         |
|  | Tupandactylus imperator |
|  |                         |
|  | Tapejara wellnhoferi    |
|  |                         |
|  | Caiuajara dobruskii     |
|  |                         |

|  | Sinopterus dongi          |
|  |                           |
|  | Eopteranodon lii          |
|  |                           |
|  | "Huaxiapterus" benxiensis |
|  |                           |
|  | "Huaxiapterus" corollatus |
|  |                           |

|  | Europejara olcadesorum  |
|  |                         |
|  | Tupandactylus imperator |
|  |                         |
|  | Tapejara wellnhoferi    |
|  |                         |
|  | Caiuajara dobruskii     |
|  |                         |

|  | Sinopterus dongi          |
|  |                           |
|  | Eopteranodon lii          |
|  |                           |
|  | "Huaxiapterus" benxiensis |
|  |                           |
|  | "Huaxiapterus" corollatus |
|  |                           |

|  | Europejara olcadesorum  |
|  |                         |
|  | Tupandactylus imperator |
|  |                         |
|  | Tapejara wellnhoferi    |
|  |                         |
|  | Caiuajara dobruskii     |
|  |                         |

|  | Sinopterus dongi          |
|  |                           |
|  | Eopteranodon lii          |
|  |                           |
|  | "Huaxiapterus" benxiensis |
|  |                           |
|  | "Huaxiapterus" corollatus |
|  |                           |